# Oscar Leu

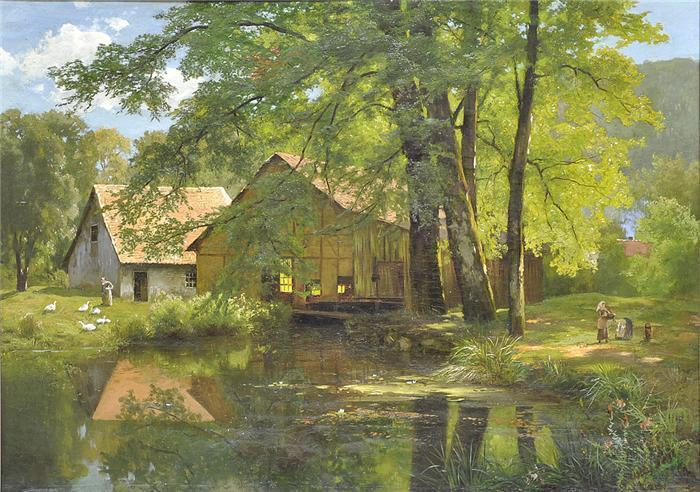
Sonnendurchflutetes Seeufer mit Bäuerinnen und Gänsen vor einem Gehöft, 1889

Oscar Leu (* 23. März 1864 in Düsseldorf; † Februar 1942 in München) war ein deutscher naturalistischer Maler.
Leu war – wie seine Brüder August und Otto – zunächst Schüler seines Vaters August Leu. Er studierte an den Kunstakademien Berlin und in München bei Karl Raupp. Später war er als freischaffender Künstler, vorwiegend als Landschaftsmaler mit einer Vorliebe für Gebirge, in München und Dessau tätig. Häufig sind Arbeiten des Künstlers im Auktionshandel erhältlich.